# Rock Hard
Rock Hard (også RockHard) er et tysk musikmagasin med hovedsæde i Dortmund, Tyskland. Det udgives desuden i andre sprogversioner i bl.a. Frankrig, Spanien, Brasilien/Portugal, Italien og Grækenland. Tidsskriftet fokuserer på hård rock og heavy metal og indeholder rapporter, interviews, tema-artikler, anmeldelser og nyheder. Det er det ledende tidsskrift inden for genren i Tyskland efter Metal Hammer. Det tyske tidsskrift Der Spiegel har kaldt det for et talerør for heavy metal i Tyskland; og andre har kaldt det for et kulttidsskrift. Den tysksprogede udgave udkommer månedligt i omkring 80.000 eksemplarer.
Rock Hard blev grundlagt af Holger Stratmann i 1983, og der er siden udkommet mere end 300 numre af magasinet. Siden 1989 er det blevet udgivet månedligt. Rock Hard er uafhængig af store medievirksomheder, og dets slogan er "kritisk, kompetent, uafhængigt". Siden 1990 har bladets medarbejdere arrangeret Rock Hard Festival, der er blevet afholdt årligt i Gelsenkirchen i pinseweekenden siden 2003. Festivalen streames af Spiegel Online, der er onlineudgaven af Der Spiegel, og sendes af tv-stationen WDR i showet Rockpalast.

## Yderligere læsning
- Holger Schmenk, Christian Krumm: Kumpels in Kutten. Heavy Metal im Ruhrgebiet, 1. udgave, Henselowsky + Boschmann, Bottrop 2010, ISBN 3-942094-02-9.